# 桂優々
桂 優々（かつら ゆうゆう、1986年（昭和61年）1月8日 - ）は、落語家（上方噺家）。桂雀々門下。本名∶本田 彬洋。

## 来歴
滋賀県高島市（旧：マキノ町）出身。滋賀県立高島高等学校、龍谷大学を卒業。大学では落語研究会に所属し、在学中に偶然テレビで見た師匠桂雀々の落語に衝撃を受け、2009年（平成21年）4月の大学卒業後に入門する。のちに雀々は拠点を東京に移したが、優々は大阪府吹田市に住み、東京と大阪を行き来しながら活動していた。定期的に地元にある藤樹の里文化芸術会館や旧今津郵便局で高座を開く。
2021年11月18日、ご当地落語「土湯温泉」において、『憧れの女将さん』（作・ナツノカモ）を演じ、ＭＶＰにあたる「YUMORI ONSEN HOSTEL賞」を受賞した。
2025年（令和7年）、さいたま市に拠点を移す。

## 出演
- 大喜利セーフ22- （Youtube、2020年5月～、月水金22:30頃からLIVE配信中）